# HMS Defender (D36)
HMS «Дефендер» (D36) (англ. HMS Defender (D36)) — ракетний есмінець типу 45 (класу Дерінґ) Королівського військово-морського флоту Великої Британії, призначений для охорони авіаносців на переході морем, забезпечення протиповітряної (ППО) та протичовнової (ПЧО) оборони, боротьби з надводними кораблями противника, завдання ударів по берегових цілях. Він є восьмим кораблем британського флоту, що носить ім'я «Дефендер» та п'ятим ракетним есмінцем типу 45.

## Будівництво

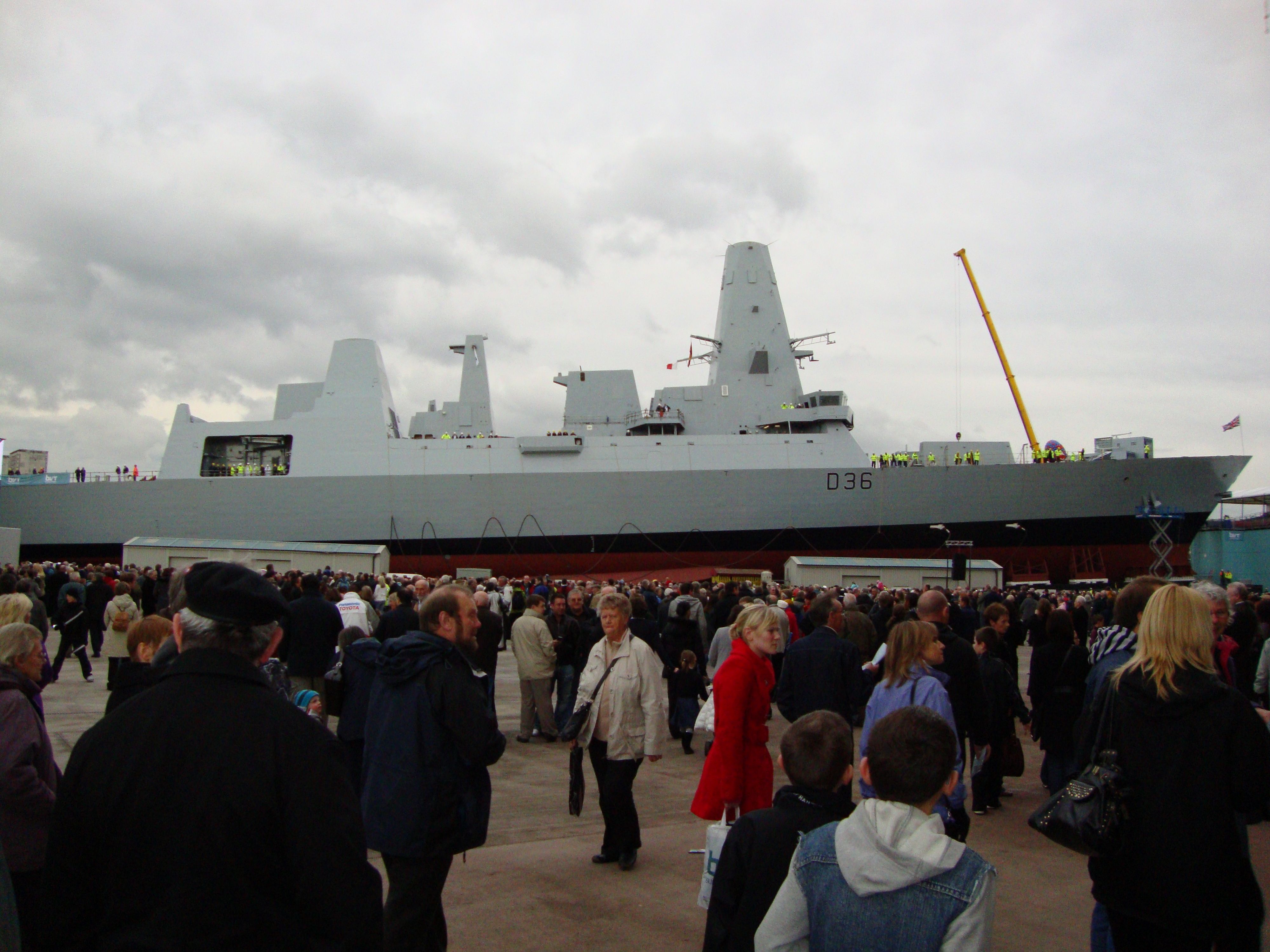
HMS «Дефендер» — церемонія спуску на воду. 21 жовтня 2009 року

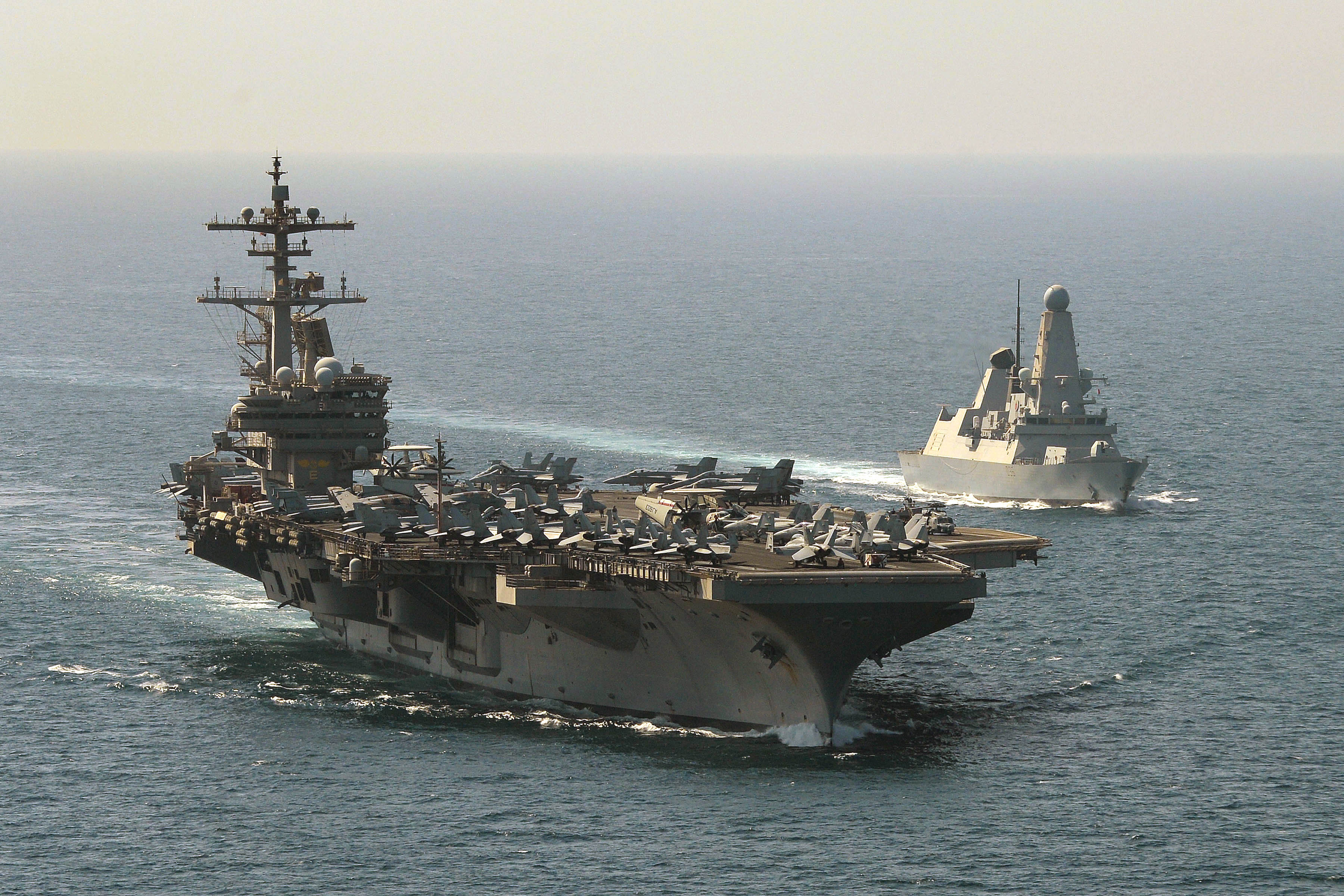
HMS «Дефендер» супроводжує авіаносець USS «Джордж Буш». 2014 рік

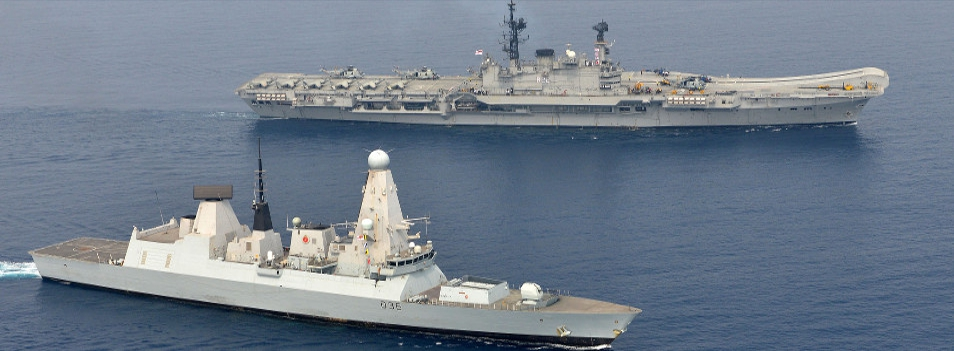
HMS «Дефендер» супроводжує індійський авіаносець INS «Віраат» під час військових навчань «International Fleet Review 2016»

HMS «Дефендер» створено на базі спільної розробки проєкту НАТО «Горизонт», він є п'ятим ракетним есмінцем типу 45.
Закладення кіля відбулось 31 липня 2006 року на корабельнях Ґован та Скотставн «BAE Systems Naval» (підрозділ «BAE Systems») на річці Клайд у Ґлазґо.
Есмінець спущено на воду в корабельні Ґован 21 жовтня 2009 року. Хресною матір'ю есмінця стала Леді Джулія Мессі.
21 жовтня 2011 року, HMS «Дефендер» вийшов з корабельні Скотставн у Глазго для ходових випробувань у відкрите море, які завершились у середині листопада. 9 березня 2012 року розпочав другий етап випробувань, які тривали 28 днів біля західного узбережжя Шотландії.

## Служба
HMS «Дефендер» введений в експлуатацію 21 березня 2013 року. 25 липня 2013 року есмінець прибув у Портсмут, де відбулася церемонія його передачі Королівському флоту.
30 листопада 2013 року есмінець був відкритий для відвідувачів, перед тим як вступити на службу до Королівського військово-морського флоту Великої Британії.
19 грудня 2013 року HMS «Дефендер» вийшов з ВМБ «Портсмут» для виконання свого першого бойового завдання — він супроводжував уздовж східного узбережжя Шотландії російську цільову групу з 6 кораблів, на чолі з авіаносним крейсером «Адмірал Кузнєцов».
HMS «Дефендер» 2014 року брав участь у британській операції «Шейдер» проти Ісламської держави. Того ж року брав участь в операції «Непохитна рішучість» у складі 50-ї ударної авіаносної групи ВМС США на чолі з авіаносцем USS «Джордж Буш», згодом авіаносцем USS «Карл Вінсон».
19 жовтня 2015 року, HMS «Дефендер» прибув на Близький Схід для виконання бойового завдання. Згодом, разом з французькою бойовою групою авіаносця «Шарль де Голль», проходив біля узбережжя Сирії як корабель протиповітряної оборони.
У лютому 2016 року HMS «Дефендер» брав участь у військових навчаннях «International Fleet Review 2016» у місті Вішакхапатнам, Індія.
25 квітня 2016 року супроводжував у затоці Омана круїзні лайнер «Queen Elizabeth», а 27 квітня — «Queen Mary 2».
У червні 2016 року, разом з австралійськими та французькими кораблями, захопив 1020 кг гашишу на рибальському дау, південніше Оману.
4 травня 2018 року повернувся на службу після 20 місяців ремонту на корабельні компанії «BAE Systems» в Портсмут. Під час ремонту на есмінці встановили дві нові газові турбіни, нове розвідувальне обладнання та електронний комплекс спостереження.
6 березня 2019 року HMS «Дефендер» супроводжував групу російських військових кораблів у складі фрегата «Адмірал Горшков», судна матеріально-технічного забезпечення «Ельбрус» та рятувального буксира «Микола Чикер», які проходили поблизу територіальних вод Великої Британії.
У травні 2019 HMS «Дефендер» під час навчань Formidable Shield за допомогою системи Sea Viper знищив дрон, який імітував атаку високошвидкісного низковисотного боєприпасу.
24 серпня 2019 року HMS «Дефендер» прибув до Перської затоки та Ормузької протоки, щоб посилити присутність Великої Британії та супроводжувати британські судна.

### 2021
13 червня 2021 року з'явились повідомлення про проходження «Дефендером» та нідерландським фрегатом HNLMS Evertsen (F805) Босфорської протоки для участі у спільних діях у складі Британської авіаносної ударної групи 21 для, відповідно до повідомлення Commander UK Carrier Strike Group, демонстрації британських зобов'язань, підтримки свободи навігації, запевнення підтримки партнерів — Грузії, України й Румунії — у підтримці з боку Британії та НАТО.
18 червня 2021 року обидва кораблі зайшли до Одеси. Під час перебування в Одесі, 21 червня на борту есмінця HMS «Дефендера» була підписана угода, спрямована на підвищення боєздатності українського Чорноморського флоту. Міністр з питань оборонних закупівель Великої Британії Джеремі Квін і заступник міністра оборони України Олександр Миронюк підписали меморандум про проєкт морського партнерства між консорціумом промисловості Об'єднаного королівства і ВМС України, у рамках якого Україна отримає кредит на 1,25 мільярда фунтів стерлінгів на розвиток збройних сил, зокрема ВМС. Україна збудує вісім ракетних катерів: перші два — в Британії, інші - на українських суднобудівних заводах. Катери будуть оснащені артилерійською та ракетною зброєю, матимуть довжину від 50 до 65 метрів і швидкість 40 вузлів. Також до складу українських ВМС передадуть два тральщики класу «Сендаун».
23 червня, російські ЗМІ з посиланням на Міноброни РФ повідомили, що ЗС РФ здійснили попереджувальні постріли із Су-24 по есмінцю Великої Британії HMS «Дефендер». У Британії заперечили інформацію про попереджувальні постріли з боку росіян по есмінцю HMS «Дефендер» у водах тимчасово окупованого Криму. Журналіст BBC, який був присутнім на кораблі, розповів подробиці інциденту. За його словами в небі над есмінцем було близько 20 літаків росіян, а екіпаж корабля вдягнув балаклави. Журналіст Daily Mail, який теж був на кораблі, зауважив, що чув черги пострілів з російського судна.
25 червня есмінець HMS «Дефендер» увійшов до грузинського порту Батумі.

## Озброєння
Есмінець HMS «Дефендер» належить до типу 45 (класу «Daring»), цей клас британський флот вважається найкращими кораблями протиповітряної оборони у світі, Королівського військово-морського флоту Великої Британії. HMS «Duncan» призначений для охорони авіаносців на переході морем, забезпечення протиповітряної (ППО) та протичовнової (ПЧО) оборони, боротьби з надводними кораблями противника, завдання ударів по берегових цілях.
Завдяки високому рівню автоматизації усіх бортових механізмів та пристроїв, чисельність екіпажу скоротили до 191 матросів та офіцерів. Есмінець оснащений високотехнологічними системами озброєння та засобами, на ньому впроваджено конструктивні елементи технології малої помітності (Стелс), що має на меті зменшення радіолокаційної помітності для радарів противника. Корабель оснащено двома РЛС з обертовими цифровими антенними решітками: S1850M (на фотознімках — розкрив антени чорного кольору) та SAMPSON (світле, радіопрозоре, обертове укриття над командирською рубкою), що забезпечують одночасне супроводження та перехоплення великої кількості повітряних цілей. РЛС SAMPSON та пускові установки зенітних керованих ракет «Aster» утворюють зенітний ракетний комплекс «Sea Viper».
Есмінець має ангар та вертолітний майданчик, на ньому передбачено постійне базування 1-2 вертольотів AgustaWestland AW159 Wildcat, які здатні нести 4 протикорабельні ракети або 2 протичовнові торпеди, чи 1-го AgustaWestland AW101, здатного нести 4 протичовнові торпеди.

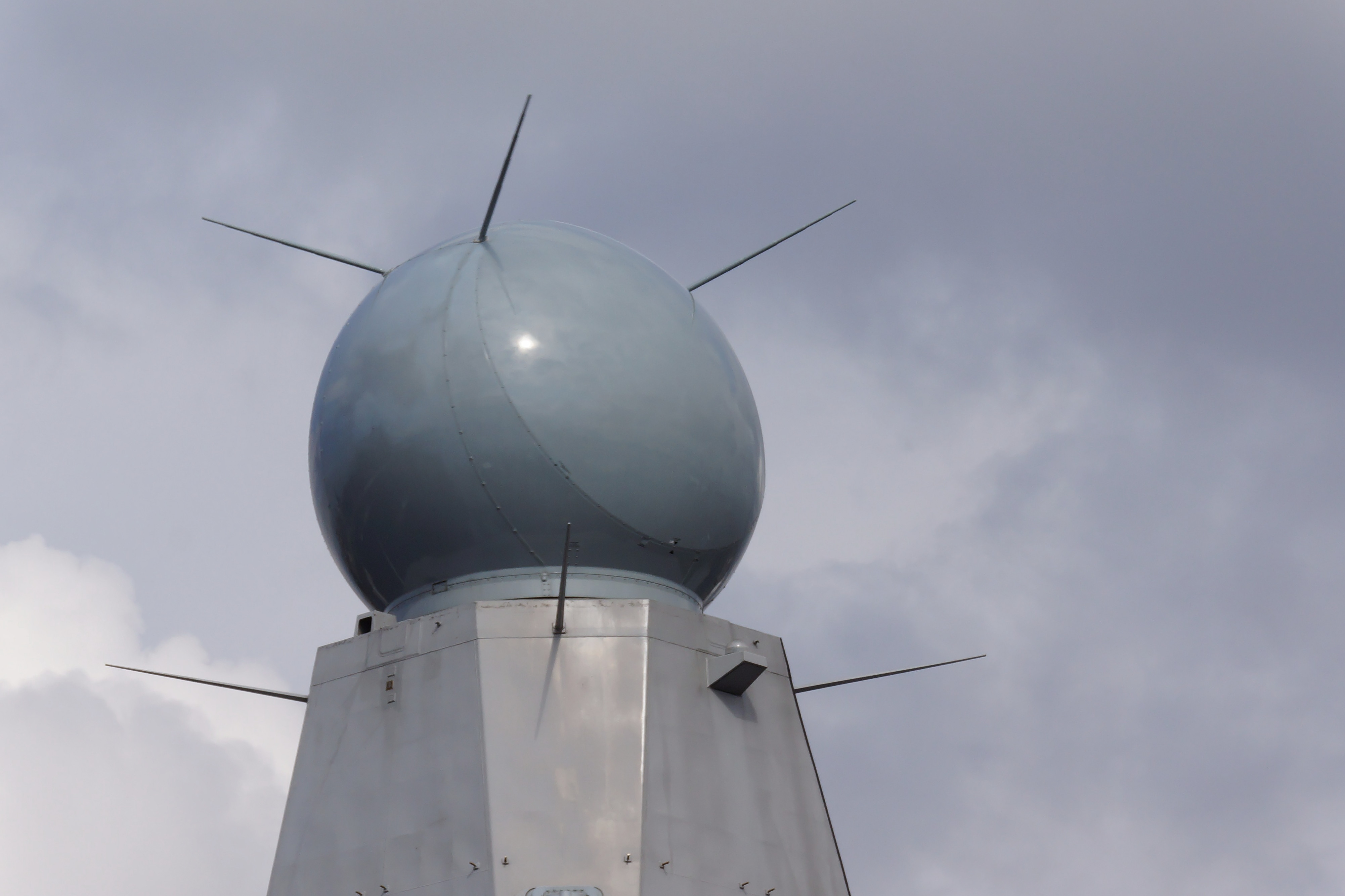
РЛС SAMPSON HMS «Дефендер»
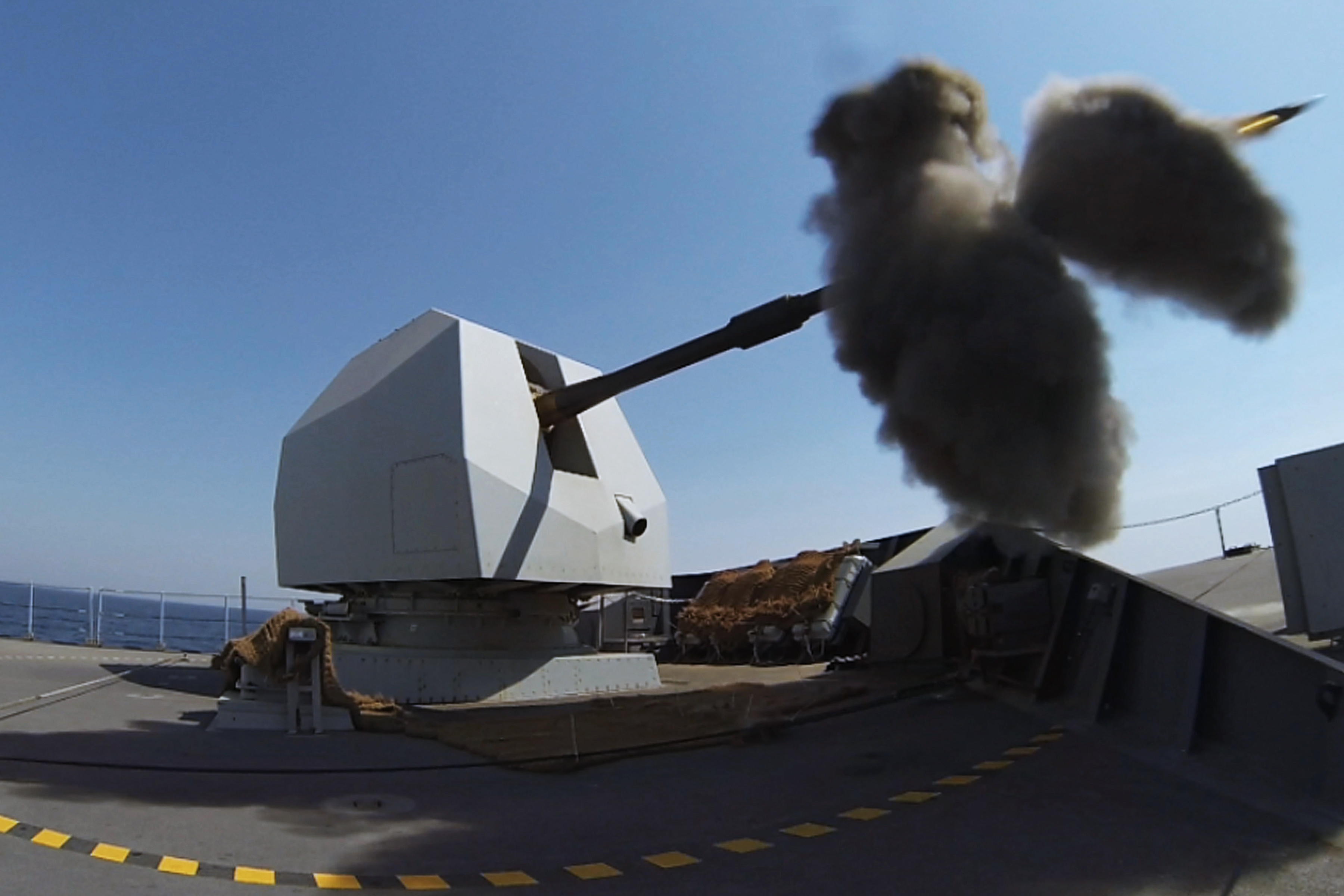
«114 mm/55 Mark 8» універсальна установка HMS «Дефендер»

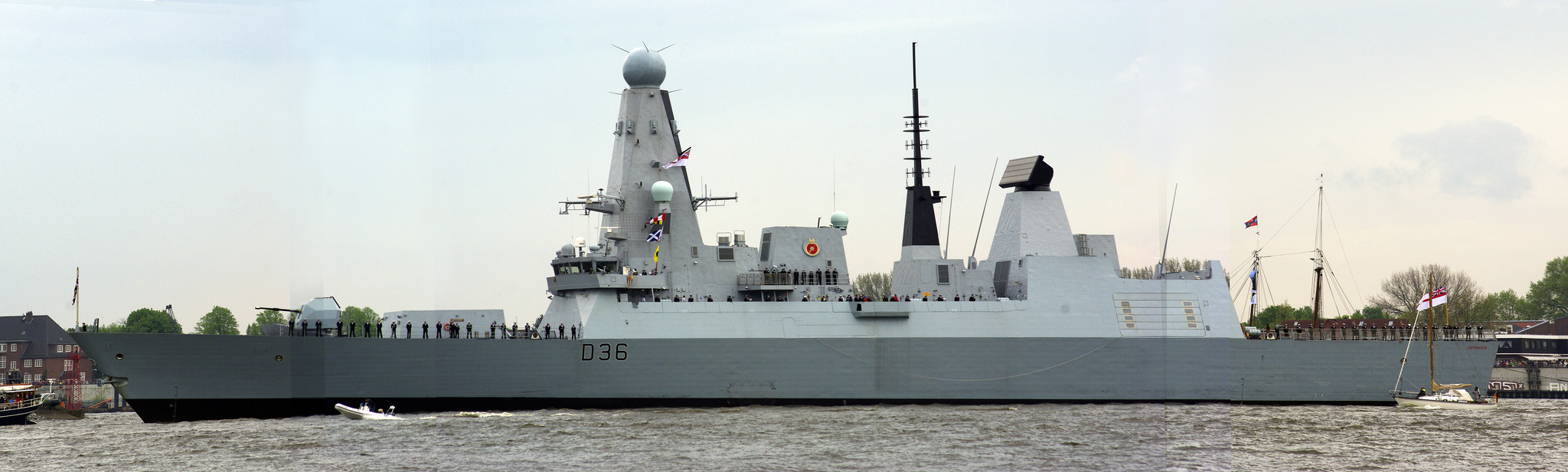